# Philolaus
Philolaus van Croton was een pythagoreeër die wordt gerekend tot de laatste presocratische filosofen. Over zijn leven is zeer weinig bekend. Hij is de eerste pythagoreeër waarvan een geschrift bekend is. Daarvan zijn fragmenten bewaard gebleven, hoewel van een aantal de authenticiteit wordt betwijfeld.

## Leven
Over Philolaus' leven is erg weinig met zekerheid bekend. Hij werd wellicht tussen 470-460 v.Chr. geboren in de Zuid-Italiaanse stad Croton, een Griekse kolonie. Na de vernietiging van de pythagoreïsche school, een broederschap met bepaalde leefregels in Zuid-Italië, raakten de leden verspreid. Philolaus reisde naar Griekenland en vestigde zich enige tijd in Thebe. Hij had leerlingen, zoals Eurytus.

## Werk
Philolaus staat waarschijnlijk aan het begin van de geschreven pythagoreïsche traditie. Hij schreef één werk, Over de natuur. In het onderzoek heeft echter de misvatting bestaan dat hij drie schreef. Dat komt door een traditie die teruggaat op Satyrus, circa 200 v.Chr. Die vermeldt een (apocriefe) brief van Plato, waarin die aan Dion vraagt om drie ‘pythagoreïsche boeken’ te kopen die Philolaus bekend heeft gemaakt. Wellicht zijn dat pseudepigrafische pythagoreïsche boeken, en Philolaus wordt ook niet de auteur genoemd. Wel werd in klassieke bronnen verondersteld dat Pythagoras drie boeken had gepubliceerd, Over educatie, Over staatskunde en Over natuur. Die traditie was bekend bij de biograaf waarop Diogenes Laërtius (tweede eeuw n.Chr.) en Hesychius hun biografie van Pythagoras baseerden. Daartegenover staat een andere, vroegere traditie van Hermippus, waaruit blijkt dat Philolaus één boek schreef, waarvan Plato een kopie had gekocht voor zijn Timaeus.

## Filosofie
Philolaus was een pythagoreeër omdat hij leefde volgens de voorschriften van Pythagoras, maar uit zijn natuurfilosofische werk blijkt hij een origineel denker. De Ionische presocraten (Thales, Anaximander, Anaximenes) ontwikkelden verschillende kosmologieën. Voor zover bekend deed Pythagoras van Samos dat niet. Hij was geïnteresseerd in getallen, geometrie, muziek, de aard van de menselijke ziel en het begrip harmonie. Philolaus combineerde die pythagoreïsche onderwerpen met presocratische kosmologie. Hij werd hierin beïnvloed door zijn oudere tijdgenoten Empedocles en Anaxagoras, die in hun filosofie eclectisch waren. Plato en Aristoteles kenden het pythagorisme vermoedelijk via Philolaus. Ze zijn een belangrijke bron van informatie over het vroegere pythagorisme, maar geven ook een verstoord beeld daarvan.

### Kennisleer
Volgens Philolaus' kennisleer is directe kennis van de natuur als zodanig niet mogelijk voor de mens. Wat de mens hooguit kan doen, is proberen om beginselen te definiëren die de natuur zoals hij die kent het beste verklaart. Die beginselen zijn het onbegrensde, begrensde, harmonie en het getal. Getallen zijn essentieel: 'En alle dingen die gekend zijn hebben een getal, want zonder dit is het niet mogelijk dat iets op welke manier ook begrepen of gekend kan worden' (DK 44 B4). Getallen zijn zeker. 1+2+3+4 is immers altijd 10. Iets leren kennen is een begrenzende handeling, en het oneindige kan niet gekend worden, wat een reactie was tegen Anaxagoras. Dat alles een getal moet hebben, kan verklaren waarom voor de pythagoreeërs alles getal was volgens Aristoteles.

### Onbegrensden en begrenzers
In het begin van Philolaus’ verhandeling komen de andere principes aan bod: 'De natuur in de kosmos werd samengesteld uit onbegrensden (apeira) en begrenzers (perainonta), zowel de kosmos in zijn geheel als alles daarin' (DK 44 B1). Hieruit blijkt dat Philolaus voort bouwde op presocratische filosofie, waarin natuur (phusis) en wereldorde (kosmos) een belangrijke rol speelden. Het Onbegrensde (Apeiron) was het oerbeginsel voor de kosmos volgens Anaximander, terwijl Anaximenes het element lucht als oersubstantie voor de materie (archè) beschouwde en 'onbegrensd' noemde.
De dualiteit onbegrensden-begrenzers is noodzakelijk om de kosmos te doen ontstaan, maar de precieze betekenis van de begrippen is onduidelijk. Eén verklaring berust op de pythagoreïsche ideeën over getallen, waarbij de begrenzers de getallen zijn, en de onbegrensden vormloze materie. Waarschijnlijker is echter dat de onbegrensden continua zijn van eigenschappen als warmte, toon, kleur en massa, terwijl begrenzers de punten zijn in die continua. Beide onderdelen worden samengevoegd, wat wijst op het belang van harmonie (harmonia). Blijkens fragment B6 is dit een derde cruciaal element in de wereldvorming. Zonder harmonie kunnen onbegrensden en begrenzers niet interageren door hun sterke onderlinge verschil. Alleen dankzij harmonie kunnen bepaalde objecten ontstaan.
Het tweede fragment luidt: 'De zaken zijn wat betreft natuur en harmonie als volgt: het zijn van de dingen, dat eeuwig is, en de natuur zelf staan goddelijk en niet menselijk begrip toe, behalve voor het feit dat het niet mogelijk is voor elk van de dingen die zijn en die waarvan we weten dat ze zijn ontstaan zonder het bestaan van de dingen waaruit de kosmos is samengesteld, namelijk begrenzers en de onbegrensden. Aangezien deze principes (archai) ongelijk en van verschillende aard zijn, zou het onmogelijk voor hen zijn geweest om de kosmos te vormen, als niet harmonie tot stand was gekomen, hoe dat ook zij gebeurd. Dingen die gelijkend en van hetzelfde soort zijn hadden niet ook harmonie nodig, maar de dingen die ongelijk en niet van hetzelfde soort zijn, moeten bij elkaar worden gebracht door harmonie indien zij vastgehouden moeten zijn in de kosmos' (DK 44 B6).
De kosmos ontstaat niet uit niets, zoals Parmenides ook stelde. De kosmos bevat volgens Philolaus een balans van een eeuwig bestaande verzameling onbegrensden en begrenzers. Dit zijn dus archai, beginselen. Begrensd zijn vormen en structuren, en de kosmos kan maar bestaan als het oneindige beperkt wordt. Het belang van het eindige en begrensde betekende een vernieuwing in de natuurfilosofie: eigenschappen zoals warmte, toon en kleur hebben geen kwantiteit en zijn dus oneindig, maar per geval en substantie worden ze eindig. Het is door begrenzingen als vormen dat het continuüm van water verandert in zeeën en rivieren, en dat het continuüm van aarde verandert in bergen en stenen.
Philolaus bepaalde een aantal beginselen om fenomenen te verklaren: gal, bloed en slijm voor ziekte versus gezondheid; hersenen, hart, navel en genitaliën voor de menselijke psyche; geometrie voor de wetenschap. Hoe hij tot deze aannames kwam, is onduidelijk bij gebrek aan tekstmateriaal.

### Kosmologie
De kosmos ontstaat niet geheel uit niets, maar het eerste onderdeel dat wordt samengesteld is een haard als middelpunt. Het vuur is onbegrensd, en de locatie maakt dat begrensd (DK 44 B7). Het vuur neemt de centrale plaats in omdat het voor de pythagoreeërs het belangrijkste element was. Vervolgens trekt de haard adem, tijd en leegte aan. Rondom de haard draaien de zeven klassieke planeten (zon, maan, Mercurius, Venus, Mars, Jupiter en Saturnus), maar ook de sterren, de aarde en een tegenaarde (antichthōn). Philolaus is hiermee de eerste die de planeten in de juiste volgorde geeft en de aarde niet het middelpunt van de kosmos laat zijn. Daarmee kon hij de astronomische parallax voorspellen, die echter pas in de 19e eeuw n.Chr. kon worden aangetoond. De tegenaarde is toegevoegd omdat het aantal onderdelen dat draait rondom die haard zodoende tien is, wat de pythagoreeërs als het perfecte getal beschouwden. Vermoedelijk speculeerde Philolaus ook over leven op de maan.

## Nawerking
Philolaus is de pythagoreeër die wordt genoemd door Plato en Aristoteles, en als zij spreken over het pythagorime, dan verwijzen ze wellicht voornamelijk naar hem. Vooral Plato lijkt door hem te zijn beïnvloed. In de loop der tijd trad een platoniserende interpretatie op van Philolaus' denkbeelden, en raakte het idee van een centraal vuur in de kosmos in vergetelheid. Geocentrisme was en bleef de gangbare opvatting, en om aan te tonen dat 'de pythagoreeërs' geen heliocentrisme onderwezen, interpreteerde de neoplatonist Simplicius de centrale haard als levenschenkende kracht in de aarde. Copernicus beschouwde Philolaus als zijn voorganger dankzij diens semi-heliocentrisme.